# 니가타케역
니가타케역(일본어: 苦竹駅, にがたけえき)은 일본 미야기현 센다이시 미야기노구에 있는, 동일본 여객철도의 철도역이다.

## 역 구조
2면 2선 구조의 고가역이다.

### 승강장
| 1 | ■ 센세키 선(하행) | 다가조·혼시오가마·마쓰시마카이간·다카기마치 방면 |
| 2 | ■ 센세키 선(상행) | 센다이·아오바도리 방면                           |

## 역세권 정보
- 국도 제45호선

## 역사
- 1928년 5월 15일: 미야기 전기 철도(ja)의 신덴역(新田駅, しんでんえき)으로 영업 개시.
- 1943년 2월 8일: 신덴 역이 이전, 니가타케역으로 명칭 변경.
- 1944년 5월 1일: 국유화.
- 1966년 1월 20일: 입체화.
- 1987년 4월 1일: 민영화에 따라 동일본 여객철도의 소속이 되었다.
- 2003년
  - 8월 10일: 역사를 개장, 자동 개찰 도입.
  - 10월 26일: 스이카 도입.
- 2006년 12월: 엘리베이터 도입.

## 인접역
| 동일본 여객철도 ■ 센세키 선      | 동일본 여객철도 ■ 센세키 선 | 동일본 여객철도 ■ 센세키 선 |
| -------------------------------- | --------------------------- | --------------------------- |
| 리쿠젠하라노마치 아오바도리 방면 | ■ 보통                      | 고즈루신덴 다카기마치 방면  |